# Памятник Тарасу Шевченко (Чернигов)
Памятник Тарасу Шевченко (укр. Пам’ятник Тарасу Шевченку) — памятник национальному украинскому поэту Тарасу Шевченко, памятник монументального искусства местного значения в Чернигове. Расположен на территории Центрального парка культуры и отдыха имени М. М. Коцюбинского и историко-архитектурного заповедника Чернигов древний.

## История

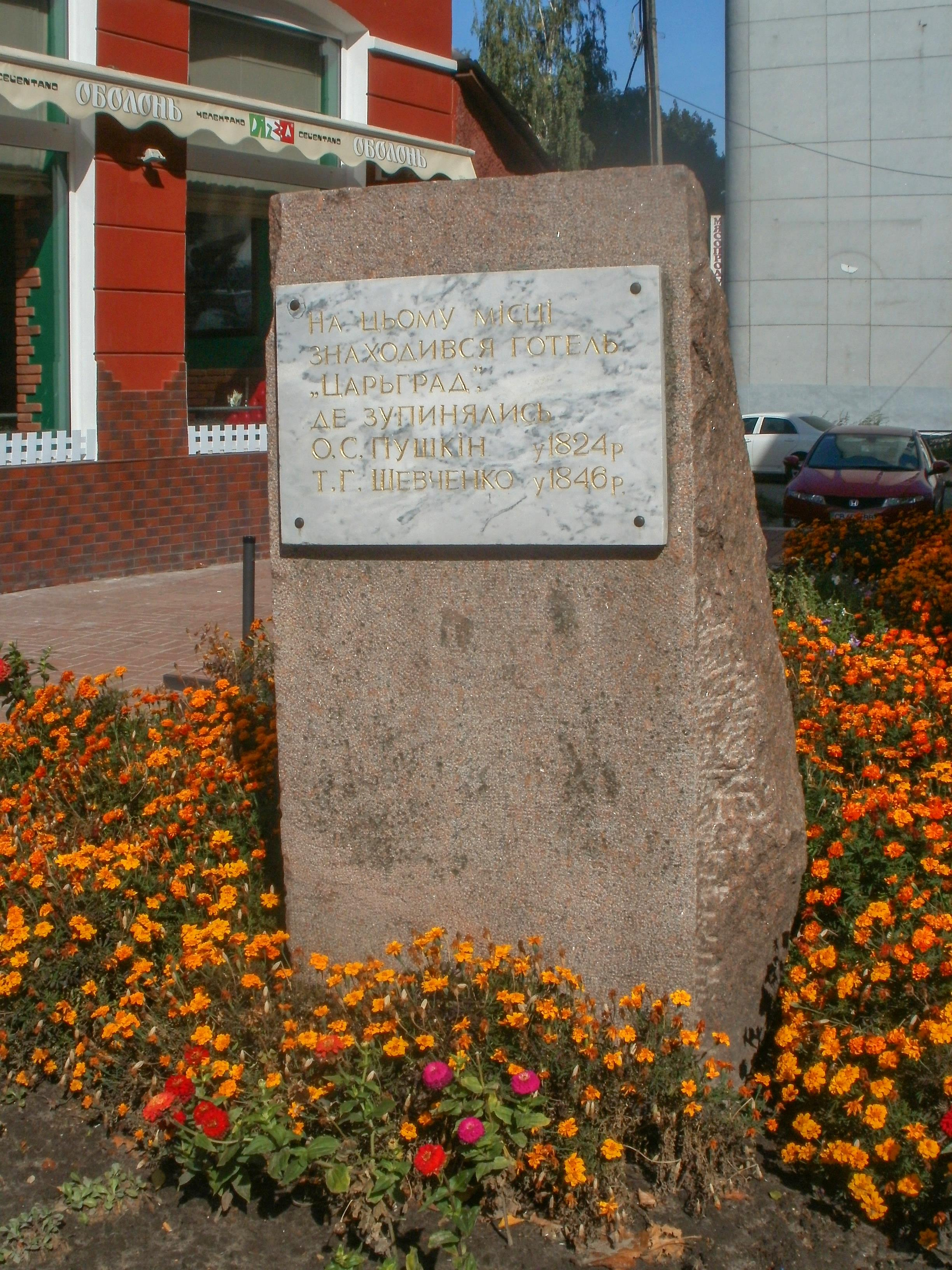
Памятный знак на месте гостиницы «Царьград», где останавливался Шевченко в 1846 году.

Чернигов и Тараса Шевченко связывает неоднократное пребывание поэта в городе. Впервые Шевченко проезжал через Чернигов в мае в 1843 г., направляясь из Петербурга на Украину. Позже, в 1846-47 году Шевченко был в Чернигове по поручению Археографической комиссии. На Черниговщине Шевченко посетил многие города и сёла, неоднократно гостил у Галаганов, Тарновских, Лизогубов, создал некоторые из своих художественных картин. Многие из его вещей и работ этого периода сейчас хранятся в Черниговском историческом музее.
Первый памятник Шевченко в Чернигове был типично советским — бетонная статуя пожилого поэта высотой 2,5 метра на оштукатуренном постаменте, установленная в 1950 году на въезде в город со стороны Седнева. В связи с масштабным строительством в северной части Чернигова в 1960-х годах и неудачным расположением памятника относительно далеко от центра города, в 1964 году по случаю 150-летия со дня рождения Тараса Шевченко памятник перенесли в Центральный парк культуры и отдыха, развернув его лицом к Десне.
Решением исполкома Черниговского областного совета народных депутатов от 31.05.1971 № 286 присвоен статус памятник монументального искусства местного значения с охранным № 68 под названием Памятник Т. Г. Шевченко — украинскому поэту, художнику.
21 сентября 1992 года в честь 1300-летия города на том же месте открыли концептуально иной монумент Кобзарю. В открытии памятника участвовал первый Президент Украины Леонид Кравчук. Предыдущий памятник перенесли на территорию бывшего полка связи.
Приказом Главного управления культуры туризма и охраны культурного наследия Черниговской областной государственной администрации от 07.06.2019 № 223 для памятника используется название Памятник Т. Шевченко.
Сейчас памятник — традиционное место проведения торжественных церемоний, посвященных Тарасу Шевченко.

## Описание памятника
Черниговский памятник Шевченко является уникальным на Украине и остается одним из немногих, изображающих поэта в молодом возрасте. Памятник отлит из бронзы, его высота — 3 метра. Здесь поэту 33 года, на время пребывания Шевченко в Прилуках. Шевченко одет у длинный сюртук, сидит на краю скамьи, левой рукой придерживая папку с рисунками, слева от поэта со скамейки свешивается его плащ. Скульптурную композицию установлено на прямоугольном гранитном постамент серого цвета высотой в 1 метр, лицевая сторона которой справа дополнена чёрной табличкой с автографом Шевченко.
Автор памятника — народный художник Украины, лауреат Национальной премии Украины имени Тараса Шевченко Владимир Андреевич Чепелик.